# Richmond, Virginia
Richmond là thủ phủ của tiểu bang Virginia Hoa Kỳ. Giống như nhiều thành phố tự trị khác của Virginia, Richmond là một thành phố trực thuộc chính quyền tiểu bang, không thuộc quận nào. Richmond tọa lạc ở tuyến rơi của sông James, 44 dặm (71 km) về phía tây Williamsburg, 66 dặm (106 km) đông của Charlottesville, 100 dặm (160 km) đông của Lynchburg và 90 dặm (140 km) phía nam của Washington, D.C.. Được bao quanh bởi Henrico và Chesterfield, thành phố nằm ngay giao lộ giữa Quốc lộ 95 và Quốc lộ 64, và bao quanh bởi Quốc lộ 295 và đường 288 ở trung tâm Virginia. Dân số 204.214 người thời điểm năm 2010., là thành phố đông dân thứ 4 trong tiểu bang Virginia. Vùng đô thị Richmond có dân số 1.260.029 người, là vùng đô thị đông dân thứ ba tiểu bang. Thành phố này là trung tâm của khu vực thống kê đô thị và vùng Đại Richmond. Richmond được hợp nhất vào năm 1742 và là một thành phố độc lập từ năm 1871.
Khu vực tọa lạc của Richmond đã là một ngôi làng quan trọng của Liên minh Powhatan, và được thực dân Anh định cư trong một thời gian ngắn từ Jamestown vào năm 1609, vào năm 1610. Thành phố hiện tại của Richmond được thành lập vào năm 1737. Nó trở thành thủ đô của Thuộc địa và Thống lĩnh Virginia vào năm 1780, thay thế Williamsburg. Trong thời kỳ Chiến tranh cách mạng, một số sự kiện đáng chú ý đã xảy ra trong thành phố, bao gồm bài phát biểu "Hãy cho tôi tự do hoặc cho tôi chết" vào năm 1775 tại Nhà thờ St. John, và đoạn văn Đạo luật Virginia về tự do tôn giáo được viết bởi Thomas Jefferson. Trong Nội chiến Hoa Kỳ, Richmond từng là thủ đô thứ hai và vĩnh viễn của Liên bang Hoa Kỳ. Thành phố bước vào thế kỷ 20 với một trong những hệ thống điện xe điện thành công đầu tiên trên thế giới. Khu phố Jackson Ward là một trung tâm quốc gia về thương mại và văn hóa người Mỹ gốc Phi.
Nền kinh tế của Richmond chủ yếu dựa vào hoạt động tài chính và chính phủ, với các cơ quan chính phủ liên bang, tiểu bang và địa phương, cũng như các công ty luật và ngân hàng đáng chú ý, nằm trong khu vực trung tâm thành phố. Thành phố này là nơi có cả Tòa phúc thẩm Hoa Kỳ cho Khu vực bốn, một trong 13 tòa phúc thẩm Hoa Kỳ, và Ngân hàng Dự trữ Liên bang Richmond, một trong 12 Ngân hàng dự trữ liên bang. Các công ty Dominion Energy và WestRock, Fortune 500, có trụ sở tại thành phố, cùng với các công ty khác trong khu vực đô thị.